# Lantana, Texas
Lantana är en ort i Denton County i delstaten Texas, USA.